# Demi Lovato South America Tour 2010
El South American Tour 2010 es la cuarta gira de Demi Lovato. Fue la primera gira de Lovato la cual fue completamente fuera de su país. Comenzó el 23 de mayo de 2010 en Chile y finalizó el 28 de mayo de 2010 en Brasil. 

## Descripción
En Brasil, los boletos salieron a la venta el 30 de marzo de 2010 para los miembros del club de fanes oficial, y luego al público en general el 1 de abril de 2010. De acuerdo con información proporcionada por la Via Funchal de taquilla, todos los boletos para el concierto ya se habían vendido el 5 de mayo de 2010, por cerca de 6.100 personas, pero por razones de seguridad el número se redujo a 5.285, y al final todas ellas fueron vendidas otra vez. En el HSBC Arena en Río de Janeiro más de la mitad de la entradas para el concierto ya se habían vendido o reservado el 10 de abril, unas 2.400 personas, para un concierto de 4700. Al final, todos los boletos se vendieron a excepción de unos pocos. En el Coliseo El Campin de Colombia, comenzó a vender los boletos el 9 de abril de 2010, donde se vendieron el 85% de los billetes, y Chile siguió el 12 de abril de 2010. Sin embargo, las entradas se agotaron casi por completo, ya que sólo dos boletos estaban disponibles en la final (100%) en el Movistar Arena.

## Lista de canciones
1. La La Land
2. So Far So Great
3. Gonna Get Caught
4. U Got Nothin' On Me
5. Party
6. Trainwreck
7. Catch Me
8. This Is Me/Lo que soy
9. Solo
10. Stop the World
11. Two Worlds Collide
12. A Natural Woman (cover de Aretha Franklin)
13. Everytime You Lie
14. Remember December
15. Here We Go Again

Opcionales
1. Don't Forget
2. Get Back
3. Can't Back Down

## Fechas del tour
| Fecha              | Ciudad            | País     | Lugar             |
| ------------------ | ----------------- | -------- | ----------------- |
| 23 de mayo de 2010 | Santiago de Chile | Chile    | Movistar Arena    |
| 25 de mayo de 2010 | Bogotá            | Colombia | Coliseo El Campin |
| 27 de mayo de 2010 | Río de Janeiro    | Brasil   | HSBC Arena        |
| 28 de mayo de 2010 | São Paulo         | Brasil   | Via Funchal       |

## Dinero recaudado
| Lugar                      | Ciudad         | Tickets vendidos / Available | Dinero ganado |
| -------------------------- | -------------- | ---------------------------- | ------------- |
| Movistar Arena             | Santiago       | _                            | _             |
| Coliseo Cubierto El Campin | Bogotá         | 4,245 / 5,300 (80%)          | $265,449      |
| HSBC Arena                 | Río de Janeiro | 4,367 / 4,700 (93%)          | $361,258      |
| Via Funchal                | São Paulo      | 5.285 / 5.285 (100%)         | $380,883      |
| TOTAL                      | TOTAL          | 13,897 / 15,285 (91%)        | $1,007,590    |